# Route nationale 834
Pour les articles homonymes, voir Route 834.
La route nationale 834 ou RN 834 était une route nationale française reliant Bernay à Trouville-sur-Mer. À la suite de la réforme de 1972, elle a été déclassée en RD 834 dans l'Eure et en RD 534 dans le Calvados, à l'exception du tronçon de Pont-l'Évêque à Bonneville-sur-Touques qui a été renommé RN 177 (ce tronçon a été déclassé en RD 677 en 2006) et du tronçon Bonneville-sur-Touques à Trouville-sur-Mer déclassé en RD 535.

## Ancien tracé de Bernay à Trouville-sur-Mer (D 834, D 534 & D 677)
- Bernay
- Bazoques
- Lieurey, où elle rencontre la RN 810
- Cormeilles
- Bonneville-la-Louvet
- Les Authieux-sur-Calonne
- RN 815, commune de Saint-André-d'Hébertot
- Pont-l'Évêque
- Coudray-Rabut
- Canapville
- Touques
- Trouville-sur-Mer